# الانتخابات البرلمانية في صوماليلاند 2021
أجريت الانتخابات البرلمانية في صوماليلاند في 31 مايو 2021، إلى جانب انتخابات المقاطعات المحلية. كانت الانتخابات أول انتخابات برلمانية في المنطقة منذ 2005، وأشار السياسيون إلى الانتخابات كدليل على الاستقرار السياسي. تقدمت ثلاثة أحزاب - الحزب الشعبوي لأرض الصومال (واداني)، وحزب العدالة والتنمية (يسار الوسط)، والحزب الحاكم، وحزب حزب التضامن الليبرالي، قدموا 246 مرشحًا تنافسوا على 82 مقعدًا في مجلس النواب. سُجّل أكثر من مليون شخص، من أصل حوالي أربعة ملايين ساكن للتصويت، في 6 يونيو، أعلنت اللجنة الوطنية للانتخابات (NEC) أن واداني قد حصل على أكثر من 31 مقعدًا؛ تلقى حزب التضامن 30، وتلقى حزب العدالة والتنمية 21. نظرًا لعدم حصول أي حزب على أغلبية مطلقة، أعلن حزب الواداني وحزب العدالة والتنمية أنهما سيشكلان تحالفًا سياسيًا.
حُدد موعد الانتخابات مؤقتًا وتأجلت عدة مرات منذ الانتخابات البرلمانية الأخيرة في عام 2005. كان من المقرر إجراء التصويت في مارس ثم أغسطس من عام 2019 قبل أن تُعلن المفوضية القومية للانتخابات أنه لا يمكن إجراؤها في ذلك العام. بعد ضغوط من جميع الأحزاب الثلاثة في عام 2020، وافقت المفوضية القومية للانتخابات على إجراء انتخابات في مايو 2021.
قبل الانتخابات، أعرب العديد من السياسيين المحليين عن أملهم في أن يساعد ذلك على الاعتراف بأرض الصومال كدولة من قبل المزيد من أعضاء المجتمع الدولي. وطالب الرئيس موسى بيهي عبدي وزعيم المعارضة عبد الرحمن محمد عبد الله الناخبين بالتزام الهدوء في صناديق الاقتراع. وزاد عدد مراكز الاقتراع بنسبة 61 في المائة مقارنة بالانتخابات الرئاسية لعام 2017، وجاء 103 مراقبين دوليين لمراقبة الاقتراع وضمان أمن الانتخابات.

## خلفية
صوماليلاند هي دولة ذات اعتراف محدود، أعلنت نفسها دولة ذات سيادة في القرن الأفريقي حيث أعلنت استقلالها من الصومال في عام 1991، لم تعقد انتخابات البرلمان منذ 2005، وعلى عكس الصومال، التي شهدت ثلاثة عقود من الحرب الأهلية، حافظت صوماليلاند على السلام إلى حد كبير.

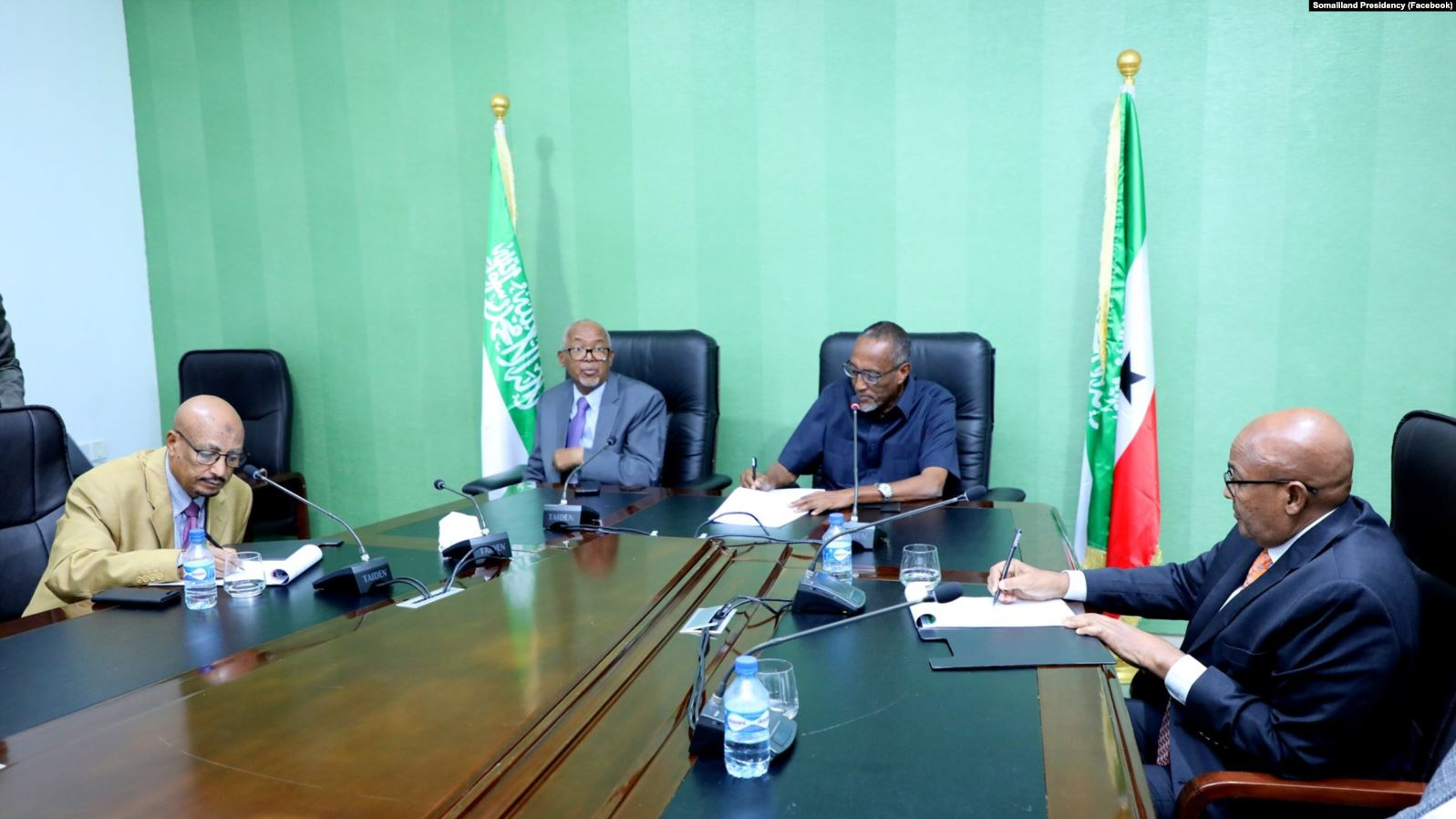
اتفاق قادة حزب أرض الصومال على شروط انتخابات 2021، 12 يوليو 2020

كانت الانتخابات البرلمانية تتأخر باستمرار منذ 2005. في عام 2015، كان من المفترض أن تجري صوماليلاند انتخابات رئاسية وبرلمانية مشتركة؛ كلاهما تأجل بسبب الجفاف والخلافات السياسية. أدى التأخير في تسجيل الناخبين، بسبب الجفاف الذي أجبر الرعاة على الهجرة، إلى تأجيل موعد مبدئي لشهر مارس 2017. أدت المفاوضات بين الأحزاب السياسية الثلاثة واللجنة الوطنية للانتخابات إلى تحديد موعد الانتخابات الرئاسية لعام 2017، والتي سارت كما هو مخطط لها، والانتخابات البرلمانية في أبريل 2019. جرى تأجيل الانتخابات وإعادة جدولتها إلى أغسطس 2019، حيث أُجلّت مرة أخرى أيضًا. في 12 يوليو 2020، توصلت الأحزاب السياسية الوطنية الثلاثة في أرض الصومال إلى اتفاق لإجراء انتخابات برلمانية ومحلية بحلول نهاية العام. بعد عدة أسابيع من المفاوضات مع المفوضية القومية للانتخابات بشأن التطبيق العملي لتنظيم الانتخابات في ذلك الوقت، حُدد موعد في مايو 2021.
وصف السياسيون المحليون الدليل الانتخابي على استقرار أرض الصومال، وأعربوا عن أملهم في أن تؤدي الانتخابات الديمقراطية الناجحة إلى زيادة الاعتراف الدولي بأرض الصومال.
قبل الانتخابات، لم يكن في مجلس النواب أعضاء من عشائر الأقليات وكانت هناك امرأة واحدة فقط. في عام 2021، ترشح عضو من عشيرة الأقلية و13 امرأة للانتخابات. ومع ذلك، لم تُنتخب أي من النساء. قُبض على خمسة من مرشحي المعارضة قبل الانتخابات، واحتُجز عدد من الصحفيين. وانتقد بعض السياسيين الحكومة لتأخرها الدائم في الانتخابات وانتقدوا مجلس الشيوخ غير المنتخب، واصفين إياه بالفساد وغير الديمقراطي. ووفقًا للناشط أيان محمود، فإن «أكثر القضيتين إلحاحًا هما حقوق الأقليات مثل مجتمعات الغابوي والنساء»، مما دفع بحزب الوداني، وهو حزب معارض رئيسي، للعمل على ترقية المرأة والأقليات في المجتمع قضية أساسية. ضم الحزب، المتحالف مع الجناح اليساري اقتصاديًا ولكنه مرتبط اجتماعيًا بالإسلاموية والقومية، في بيانه الحزبي نصابًا من النساء يمثلن 30 في المائة من البرلمان. سعى حزب التضامن، وهو حزب مراقب في الليبرالية الدولية، تاريخياً إلى إنشاء اقتصاد السوق، لكنه دعا مؤخرًا إلى تأميم بعض الشركات وبرنامج العرعاية الاجتماعية الممول من ضريبة الثروة. كان ينظر إلى حزب التضامن على أنه المرشح الأول قبل الانتخابات. يدعم حزب العدالة والتنمية، وهو حزب مراقب في الاشتراكية الدولية، المواقف الديمقراطية الاجتماعية.

## النظام الانتخابي

أقاليم أرض الصومال الست، والتي تعمل أيضًا كدوائر انتخابية

يُنتخب أعضاء البرلمان البالغ عددهم 82 نائبًا في مجلس النواب في ست دوائر انتخابية متعددة الأعضاء تتفق مع مناطق أرض الصومال، وذلك باستخدام التمثيل النسبي للقائمة المفتوحة لمدة خمس سنوات. يمكن للمقيمين الذين تبلغ أعمارهم 15 عامًا أو أكثر التصويت. كانت الانتخابات هي الأولى في تاريخ أرض الصومال التي تشرف عليها منظمة مستقلة بدلاً من الرئيس.
| منطقة انتخابية | مقاعد |
| -------------- | ----- |
| أودال          | 13    |
| الساحل         | 10    |
| وقويي جالبيد   | 20    |
| توغدير         | 15    |
| سناج           | 12    |
| صول            | 12    |

الناخبون في الانتخابات النيابية والبلدية

سُجّل 1،065،847 شخصًا للتصويت في الانتخابات البرلمانية، وهو رقم قياسي لأرض الصومال. تنافس 246 مرشحًا على 82 مقعدًا. فتحت صناديق الاقتراع في السابعة من صباح يوم 31 مايو. مثل الانتخابات الرئاسية لعام 2017، استخدمت الانتخابات البرلمانية تقنية بصمة العين كانت انتخابات عام 2017 هي المرة الأولى التي تُستخدم فيها هذه التكنولوجيا في انتخابات وطنية. تضمنت انتخابات عام 2021 2709 مراكز اقتراع، بزيادة قدرها 61 في المائة عن عام 2017، مع وجود أكثر من 30 ألف موظف في صناديق الاقتراع. منحت الحكومة مراقبي الانتخابات الدوليين سلطة واسعة للمراقبة. جاء 103 مراقبين، بمن فيهم رئيس سيراليون السابق إرنست باي كوروما، والصحفي الكيني والناشط المناهض للفساد جون جيثونجو، والمحلل الجنوب أفريقي غريغ ميلس. بالرغم من أن أرض الصومال تُعد إحدى أفقر دول العالم بميزانية حكومية تبلغ 339 مليون دولار، دفعت رغم ذلك 70% من تكلفة الانتخابات البالغة 21.8 مليون دولار؛ وموّل الباقي كلّ من الاتحاد الأوروبي والسويد وتايوان والمملكة المتحدة. جاء سفراء من 10 دول أوروبية وسفير من الاتحاد الأوروبي إلى مدينة هرجيسا لإظهار دعمهم للانتخابات.

## النتائج
استغرق الإعلان عن النتائج الرسمية للانتخابات حوالي أسبوع. أصدرت اللجنة الوطنية للانتخابات النتائج المؤقتة خمس دوائر انتخابية - Garadag ،Hudun ،Lughaya ،Salahlay وزيلع - يوم 2 يونيو. في تلك المقاطعات، حصل حزب التاضامن على 24 مقعدًا، وواداني على 15، والعدالة والتنمية على 10. وحذرت المفوضية القومية للانتخابات المسؤولين الحكوميين والأحزاب السياسية من التكهن بنتائج الانتخابات بينما لا يزال الفرز جاريا.

في 6 يونيو، نشرت اللجنة الوطنية للانتخابات النتائج النهائية، معلنة أن وداني قد حصل على 31 مقعدًا، وأن حزب التضامن حصل على 30 مقعدًا، وحصل حزب العدالة والتنمية على 21 مقعدًا. في بيان مشترك، أعلن وداني وحزب العدالة والتنمية أنهما سيشكلان ائتلافًا حاكمًا. كما فاز وداني والعدالة والتنمية بأغلبية المقاعد معًا في الانتخابات البلدية. من بين المرشحات الـ 13، لم تُنتخب أي منهن لمقعد برلماني.
|                                 |                                 |           |   |         |      |
| الحزب                           | الحزب                           | الأصوات   | % | المقاعد | +/–  |
|                                 | واداني                          |           |   | 31      | جديد |
|                                 | التضامن                         |           |   | 30      | +2   |
|                                 | العدالة والتنمية                |           |   | 21      | 0    |
| المجموع                         | المجموع                         |           |   | 82      | 0    |
|                                 |                                 |           |   |         |      |
| الناخبين المسجلين ومعدل الإقبال | الناخبين المسجلين ومعدل الإقبال | 1٬065٬847 | – |         |      |
| المصدر: رويترز                  |                                 |           |   |         |      |

### النتائج حسب المنطقة
| اسم الحزب            | اسم الحزب | أودال | الساحل | وقويي جالبيد | توغدير | سناج | صول | مجموع |
| -------------------- | --------- | ----- | ------ | ------------ | ------ | ---- | --- | ----- |
| واداني               | المقاعد:  | 5     | 3      | 7            | 7      | 5    | 4   | 31    |
| واداني               | تصويت:    | –     | –      | –            | –      | –    | –   | –     |
| حزب التضامن          | المقاعد:  | 5     | 4      | 8            | 4      | 4    | 5   | 30    |
| حزب التضامن          | تصويت:    | –     | –      | –            | –      | –    | –   | –     |
| حزب العدالة والتنمية | المقاعد:  | 3     | 3      | 5            | 4      | 3    | 3   | 21    |
| حزب العدالة والتنمية | تصويت:    | –     | –      | –            | –      | –    | –   | –     |